# イングランドの典礼カウンティ
典礼カウンティ（てんれいカウンティ、英語: ceremonial county）とは、イングランドの地域区分である。地方自治のためのカウンティとは異なり、法律上は、ウェールズおよびスコットランドと同様、1997年地方長官法において、地方長官制のためのカウンティおよびエリア（英語: counties and areas for the purposes of the lieutenancies）と定義され、各カウンティに地方長官（英語: lord-lieutenant、[lɛfˈtɛnənt]）が任命される。他の種類のカウンティと区別するため、非公式に「地理カウンティ」と呼ばれることもある。

## 歴史

グレーター・ロンドン創設（1965年）以前の典礼カウンティ（カウンティ・コーポレートを主たるカウンティの一部として表示）

地方長官制のためのカウンティと行政のためのカウンティの概念が区別されるのは、新しいことではない。カウンティの一部であったカウンティ・コーポレートに独自の地方長官が任命される場合もあった（もっとも、上位のカウンティの地方長官が、カウンティ・コーポレートの地方長官を併任することもしばしばあった。）ほか、ヨークシャー内の3つのライディングは、17世紀以降、それぞれが地方長官制のためのカウンティとして扱われていた。
1888年地方自治法により、カウンティ議会が設置され、それまで四季裁判所が担っていたカウンティでの行政機能を引き継いだ。この法律により、新たに「行政カウンティ」が創設された。カウンティ・バラを除く全てのカウンティが行政カウンティとなったほか、ノーサンプトンシャー内のソーク・オブ・ピーターバラやケンブリッジシャー内のイーリー島といった伝統的なカウンティ内の小区分もいくつか、行政カウンティとされた。さらに、この法律により、行政カウンティの地域が、全ての目的のカウンティの地域と一致するものと定められた。最大の変更点は、カウンティ・オブ・ロンドンの創設であった。カウンティ・オブ・ロンドンは、行政カウンティであると同時に「カウンティ」でもあるとされ、歴史的カウンティであったミドルセックス、ケントおよびサリーのそれぞれ一部を含むものとされた。その他の変更点は小さいものであり、市街衛生ディストリクト（後の市街ディストリクトおよび自治バラ）がカウンティの境界をまたぐことが許されないという制約からくるものであった。
もっとも、ヨークシャーを除き、それまで小区分を有していたカウンティは典礼カウンティとして残った。例えば、行政カウンティとなったイースト・サフォークおよびウェスト・サフォークは、カウンティ・バラのイプスウィッチとともに、サフォークという1つの典礼カウンティを構成するものとされ、行政カウンティとなったワイト島は、典礼カウンティであるハンプシャーの一部とされた。
「典礼カウンティ」という語は、時代錯誤なものといえる。というのも、当時すでに、陸地測量局発行の地図で「カウンティ」または「地理カウンティ」と表示されており、1888年地方自治法においても、単に「カウンティ」とされていたためである。
些細な境界の変更（例えば、オックスフォードシャーのカヴァーシャムという町が、1911年にバークシャー内のカウンティ・バラであるレディングの一部とされた。）を除き、1965年にグレーター・ロンドンおよびハンティンドン・アンド・ピーターバラが創設され、それによってミドルセックス、カウンティ・オブ・ロンドン、ハンティンドンシャーの各地方長官職が廃止されるとともに、グレーター・ロンドンおよびハンティンドン・アンド・ピーターバラの各地方長官職が設けられるまで、カウンティにはほとんど変化がなかった。

1974年から1996年までの典礼カウンティ（シティ・オブ・ロンドンは非表示）

1974年、行政カウンティとカウンティ・バラは廃止され、大規模な改革が行われた。このとき、地方長官制は、新たに設けられた都市カウンティおよび非都市カウンティを直接使用するものと定義し直された。
1996年のさらなる見直しにより、エイヴォン、クリーヴランド、ヘレフォード・アンド・ウスターおよびハンバーサイドが廃止された。これにより、地方自治のためのカウンティと、地方長官制のための典礼カウンティ（地理カウンティ）との区別が復活し、さらに、法文上は使用されていないものの、施行前に下院で用いられた「典礼カウンティ」という語が採用されることとなった。
1974年に設けられたカウンティのエイヴォンは、大半がグロスタシャーとサマセットに分割されたが、シティであるブリストルは、エイヴォンの設置の際に失ったカウンティの地位を再び単独で獲得した。クリーヴランドは、ノース・ヨークシャーとダラムとに分割された。ヘレフォード・アンド・ウスターは、ヘレフォードシャーとウスターシャーの2つのカウンティが復活する形となった。ハンバーサイドは、リンカンシャーと、新たに典礼カウンティとされたイースト・ライディング・オブ・ヨークシャーとに分割された。ラトランドは、典礼カウンティとして復活した。多くのカウンティ・バラは「単一自治体」として再設置されたが、この地域は、通常は典礼カウンティとしてではなく行政カウンティとされた。
したがって、ほとんどの典礼カウンティは、1889年から1974年までと同様、地方自治体の集合体となっている。伝統的なカウンティ・ロビー団体の英国カウンティ協会は、典礼カウンティを古来の境界に戻すべきだと主張している。

## 州長官のカウンティ
現在のイングランドでは、州長官のカウンティは典礼カウンティと一致しており、2名のシェリフがいるシティ・オブ・ロンドンを除いて、それぞれに1名の州長官が任命される。

## 定義
1997年地方長官法は、地方長官制のためのカウンティを、都市および非都市カウンティ（1972年地方自治法とその改正で創設されたもの）とグレーター・ロンドン、シリー諸島（1972年地方自治法による新制度の対象外である）によって定義した。法律上の用語ではないが、「典礼カウンティ」と呼ばれることもある。1997年地方長官法はその後複数回改正されているが、これは区域内の地方自治体の構造的な変更による構成自治体の変更にとどまり、各カウンティの区域そのものは変わっていない。

### 1997年以降の典礼カウンティ
2019年現在、イングランドには以下の48の典礼カウンティが存在する。
| カウンティ                                 | 人口 （人） | 人口順位 | 面積 (km2) | 面積 (mi2) | 面積順位 | 人口密度 （人/km2） | 人口密度順位 | 構成 都市/非都市カウンティ・単一自治体の区域                                                                                         |
| ------------------------------------------ | ----------- | -------- | ---------- | ---------- | -------- | ------------------- | ------------ | --- |
| ベッドフォードシャー                       | 669,338     | 36位     | 1,235      | 477        | 41位     | 542                 | 13位         | ベッドフォード、セントラル・ベッドフォードシャー、ルートン                                                                           |
| バークシャー                               | 911,403     | 24位     | 1,262      | 487        | 40位     | 722                 | 10位         | バークシャー |
| ブリストル                                 | 463,405     | 43位     | 110        | 42         | 47位     | 4,224               | 2位          | ブリストル |
| バッキンガムシャー                         | 808,666     | 30位     | 1,874      | 724        | 32位     | 432                 | 22位         | バッキンガムシャー、ミルトン・キーンズ                                                                                               |
| ケンブリッジシャー                         | 852,523     | 28位     | 3,390      | 1,310      | 15位     | 252                 | 34位         | ケンブリッジシャー、ピーターバラ |
| チェシャー                                 | 1,059,271   | 19位     | 2,343      | 905        | 25位     | 452                 | 21位         | チェシャー・イースト、チェシャー・ウェスト・アンド・チェシャー、ハルトン、ウォリントン                                               |
| シティ・オブ・ロンドン                     | 8,706       | 48位     | 2.90       | 1.12       | 48位     | 2,998               | 4位          | シティ・オブ・ロンドン |
| コーンウォール                             | 568,210     | 40位     | 3,562      | 1,375      | 12位     | 160                 | 41位         | コーンウォール、シリー諸島 |
| カンブリア                                 | 498,888     | 41位     | 6,767      | 2,613      | 3位      | 74                  | 47位         | カンブリア |
| ダービーシャー                             | 1,053,316   | 21位     | 2,625      | 1,014      | 21位     | 401                 | 25位         | ダービーシャー、ダービー |
| デヴォン                                   | 1,194,166   | 11位     | 6,707      | 2,590      | 4位      | 178                 | 39位         | デヴォン、プリマス、トーベイ |
| ドーセット                                 | 772,268     | 31位     | 2,653      | 1,024      | 20位     | 274                 | 32位         | ドーセット、ボーンマス・クライストチャーチ・アンド・プール                                                                           |
| ダラム                                     | 866,846     | 26位     | 2,676      | 1,033      | 19位     | 324                 | 28位         | ダラム、ダーリントン、ハートルプール、ストックトン＝オン＝ティーズの一部（ティーズ川以北）                                           |
| イースト・ライディング・オブ・ヨークシャー | 600,259     | 37位     | 2,477      | 956        | 23位     | 242                 | 35位         | イースト・ライディング・オブ・ヨークシャー、キングストン・アポン・ハル                                                               |
| イースト・サセックス                       | 844,985     | 29位     | 1,791      | 692        | 33位     | 472                 | 20位         | イースト・サセックス、ブライトン・アンド・ホヴ                                                                                       |
| エセックス                                 | 1,832,752   | 7位      | 3,670      | 1,420      | 11位     | 499                 | 15位         | エセックス、サウスエンド＝オン＝シー、サーロック                                                                                     |
| グロスタシャー                             | 916,202     | 23位     | 3,150      | 1,220      | 16位     | 291                 | 30位         | グロスタシャー、サウス・グロスタシャー                                                                                               |
| グレーター・ロンドン                       | 8,899,375   | 1位      | 1,569      | 606        | 37位     | 5,671               | 1位          | ロンドン自治区 |
| グレーター・マンチェスター                 | 2,812,569   | 3位      | 1,276      | 493        | 39位     | 2,204               | 5位          | グレーター・マンチェスター |
| ハンプシャー                               | 1,844,245   | 6位      | 3,769      | 1,455      | 9位      | 489                 | 17位         | ハンプシャー、ポーツマス、サウサンプトン                                                                                             |
| ヘレフォードシャー                         | 192,107     | 45位     | 2,180      | 840        | 26位     | 88                  | 46位         | ヘレフォードシャー |
| ハートフォードシャー                       | 1,184,365   | 13位     | 1,643      | 634        | 36位     | 721                 | 11位         | ハートフォードシャー |
| ワイト島                                   | 141,538     | 46位     | 380        | 150        | 46位     | 372                 | 26位         | ワイト島 |
| ケント                                     | 1,846,478   | 5位      | 3,738      | 1,443      | 10位     | 494                 | 16位         | ケント、メドウェイ |
| ランカシャー                               | 1,498,300   | 8位      | 3,075      | 1,187      | 17位     | 487                 | 19位         | ランカシャー、ブラックバーン・ウィズ・ダーウェン、ブラックプール                                                                     |
| レスターシャー                             | 1,053,486   | 20位     | 2,156      | 832        | 28位     | 489                 | 18位         | レスターシャー、レスター |
| リンカンシャー                             | 1,087,659   | 18位     | 6,975      | 2,693      | 2位      | 156                 | 42位         | リンカンシャー、ノース・リンカンシャー、ノース・イースト・リンカンシャー                                                             |
| マージーサイド                             | 1,423,065   | 9位      | 647        | 250        | 43位     | 2,200               | 6位          | マージーサイド |
| ノーフォーク                               | 903,680     | 25位     | 5,380      | 2,080      | 5位      | 168                 | 40位         | ノーフォーク |
| ノース・ヨークシャー                       | 1,158,816   | 14位     | 8,654      | 3,341      | 1位      | 134                 | 44位         | ノース・ヨークシャー、ミドルズブラ、レッドカー・アンド・クリーヴランド、ヨーク、ストックトン＝オン＝ティーズの一部（ティーズ川以南） |
| ノーサンプトンシャー                       | 747,622     | 33位     | 2,364      | 913        | 24位     | 316                 | 29位         | ノーサンプトンシャー |
| ノーサンバーランド                         | 320,274     | 44位     | 5,014      | 1,936      | 6位      | 64                  | 48位         | ノーサンバーランド |
| ノッティンガムシャー                       | 1,154,195   | 15位     | 2,159      | 834        | 27位     | 535                 | 14位         | ノッティンガムシャー、ノッティンガム                                                                                                 |
| オックスフォードシャー                     | 687,524     | 35位     | 2,605      | 1,006      | 22位     | 264                 | 33位         | オックスフォードシャー |
| ラトランド                                 | 39,697      | 47位     | 382        | 147        | 45位     | 104                 | 45位         | ラトランド |
| シュロップシャー                           | 498,073     | 42位     | 3,488      | 1,347      | 13位     | 143                 | 43位         | シュロップシャー、テルフォード・アンド・レキン                                                                                       |
| サマセット                                 | 965,424     | 22位     | 4,170      | 1,610      | 7位      | 232                 | 36位         | サマセット、バース・アンド・ノース・イースト・サマセット、ノース・サマセット                                                         |
| サウス・ヨークシャー                       | 1,402,918   | 10位     | 1,552      | 599        | 38位     | 904                 | 9位          | サウス・ヨークシャー |
| スタッフォードシャー                       | 1,131,052   | 17位     | 2,714      | 1,048      | 18位     | 417                 | 24位         | スタッフォードシャー、ストーク＝オン＝トレント                                                                                       |
| サフォーク                                 | 758,556     | 32位     | 3,801      | 1,468      | 8位      | 200                 | 38位         | サフォーク |
| サリー                                     | 1,189,934   | 12位     | 1,663      | 642        | 35位     | 716                 | 12位         | サリー |
| タイン・アンド・ウィア                     | 1,136,371   | 16位     | 540        | 210        | 44位     | 2,105               | 7位          | タイン・アンド・ウィア |
| ウォリックシャー                           | 571,010     | 39位     | 1,975      | 763        | 31位     | 289                 | 31位         | ウォリックシャー |
| ウェスト・ミッドランズ                     | 2,916,458   | 2位      | 902        | 348        | 42位     | 3,235               | 3位          | ウェスト・ミッドランズ |
| ウェスト・サセックス                       | 858,852     | 27位     | 1,991      | 769        | 30位     | 431                 | 23位         | ウェスト・サセックス |
| ウェスト・ヨークシャー                     | 2,320,214   | 4位      | 2,029      | 783        | 29位     | 1,143               | 8位          | ウェスト・ヨークシャー |
| ウィルトシャー                             | 720,060     | 34位     | 3,485      | 1,346      | 14位     | 207                 | 37位         | ウィルトシャー、スウィンドン |
| ウスターシャー                             | 592,057     | 38位     | 1,741      | 672        | 34位     | 340                 | 27位         | ウスターシャー |

## 1890年時点の長官任命地域
- ベッドフォードシャー
- バークシャー
- バッキンガムシャー
- ケンブリッジシャー（イーリー島を含む）
- チェシャー
  - チェスターとの連合
- コーンウォール
- カンバーランド
- ダービーシャー
- デヴォン
  - エクセターとの連合
- ドーセット
  - プールとの連合
- ダラム
- エセックス
- グロスタシャー
  - グロスターおよびブリストルとの連合
- ハンプシャー
  - サウサンプトンとの連合
- ヘレフォードシャー
- ハートフォードシャー
- ハンティンドンシャー
- ケント
  - カンタベリーとの連合
- ランカシャー
- レスターシャー
- リンカンシャー
  - リンカンとの連合
- シティ・オブ・ロンドン（地方長官委員会を有する）
- カウンティ・オブ・ロンドン
- ミドルセックス
- ノーフォーク
  - ノリッジとの連合
- ノーサンプトンシャー（ソーク・オブ・ピーターバラを含む）
- ノーサンバーランド
  - ベリック＝アポン＝ツイードおよびニューカッスル・アポン・タインとの連合
- ノッティンガムシャー
  - ノッティンガムとの連合
- オックスフォードシャー
- ラトランド
- シュロップシャー
- サマセット
- スタッフォードシャー
  - リッチフィールドとの連合
- サフォーク
- サリー
- サセックス
- ウォリックシャー
- ウェストモーランド
- ウィルトシャー
- ウスターシャー
  - ウスターとの連合
- ヨークシャー（各ライディングに1名、計3名の地方長官を有する）
  - イースト・ライディング
    - キングストン・アポン・ハルとの連合

  - ノース・ライディング
  - ウェスト・ライディング
    - ヨークとの連合